# アンモナイトの目覚め
『アンモナイトの目覚め』（アンモナイトのめざめ、Ammonite）は、2020年のイギリス・オーストラリア・アメリカ合衆国のドラマ映画。監督はフランシス・リー、出演はケイト・ウィンスレットとシアーシャ・ローナンなど。
19世紀半ばの英国社会を舞台に、女性古生物学者と若き人妻が運命の恋に落ちていくさまを描いている。

## ストーリー
主人公をはじめとする主要な登場人物は実在の人物であるが、年齢設定は実際と大きく異なっている。メアリーはシャーロットよりかなり年上の設定だが、実際にはシャーロットの方が11歳年上である。
1840年代、イングランドのライム・レジス。人間嫌いで古生物学者のメアリー・アニングは同地で老母と暮らしていた。若い頃に博した名声はもはや忘れ去られつつある中、メアリーは観光客にありふれた化石を売って生計を立てている。そんなある日、地質学者のロデリック・マーチソンがメアリーの元にやってきて、「ヨーロッパ旅行にでている間、妻のシャーロットの面倒を見てやってくれませんか」と頼み込んでくる。化石発掘に専念したかったメアリーだったが、高額な報酬に目がくらみ、つい引き受けてしまう。
当初、異なる価値観で生きてきた2人は衝突するばかりだった。しかし、お互いに孤独を抱えていることを知り、徐々にその距離は縮まっていく。そして、2人の間には恋愛感情が芽生え、ついに2人は結ばれる。充実した日々を過ごしていた2人だったが、シャーロットのもとに夫ロデリックから家に戻るようにとの手紙が来る。シャーロットは家に戻り、メアリーは元の生活に戻る。しばらくしてメアリーの母が亡くなる。シャーロットから亡母を悼む手紙を受け取ったメアリーはシャーロットから家に招かれる。ロンドンの屋敷を訪ねたメアリーは、シャーロットがメアリーと同居する準備をしていたことを知ると、自分を束縛しようとするシャーロットに反発して屋敷を出ていく。
メアリーは大英博物館でかつて自分が発見したイクチオサウルスの化石を見つめる。そこにシャーロットが現れ、2人は視線を交わす。

## キャスト
- メアリー・アニング: ケイト・ウィンスレット - 人間嫌いな古生物学者。
- シャーロット・マーチソン（英語版）: シアーシャ・ローナン - ロデリックの妻。
- エリザベス・フィルポット（英語版）: フィオナ・ショウ - メアリーと過去に関係のあった年上女性。
- モリー・アニング: ジェマ・ジョーンズ - メアリーの母。
- ロデリック・マーチソン: ジェームズ・マッカードル（英語版） - 地質学者。シャーロットの夫。
- リーバーソン医師: アレック・セカレアヌ - 村に新しくやって来た外国人医師。
- エレノア・バターズ: クレア・ラッシュブルック

## 製作
2018年12月14日、フランシス・リー監督の新作映画にケイト・ウィンスレットとシアーシャ・ローナンが出演することになったと報じられた。翌年3月、本作の主要撮影がイングランドのライム・レジスで始まった。12月3日、フォルカー・ベルテルマンとダスティン・オハロランが本作で使用される楽曲を手がけるとの報道があった。

## 公開・マーケティング
2019年2月、ライオンズゲートUKが本作の全英配給権を、トランスミッション・フィルムズが本作の全豪配給権を購入した。5月14日、本作の劇中写真が初めて公開された。2020年1月25日、ネオンが300万ドルで本作の北米配給権を獲得したと報じられた。当初、本作は同年5月に開催される予定だった第73回カンヌ国際映画祭でプレミア上映されることになっていたが、新型コロナウイルスの感染拡大のために映画祭自体が取りやめとなった。その後、9月のテルライド映画祭で改めてプレミア上映が行われると決まったが、新型コロナウイルスのためにまたしても映画祭自体が中止となった。
2020年8月25日、本作の合衆国版オフィシャル・トレイラーが公開された。9月11日、本作は第45回トロント国際映画祭でプレミア上映された。10月15日、本作の英国版オフィシャル・トレイラーが公開された。17日、本作はロンドン映画祭のクロージング作品として上映された。

## 評価
本作は批評家から好意的に評価されている。映画批評集積サイトのRotten Tomatoesには249件のレビューがあり、批評家支持率は69%、平均点は10点満点で6.7点となっている。サイト側による批評家の見解の要約は「シアーシャ・ローナンとケイト・ウィンスレット―後者の演技は特に素晴らしい―のケミストリーのお陰で、『アンモナイト』は歴史恋愛ドラマが陥りがちな罠を回避することに成功した。」となっている。また、Metacriticには41件のレビューがあり、加重平均値は72/100となっている。